# Trest smrti v Beninu
Trest smrti v Beninu byl zrušen v roce 2016. O jeho zrušení rozhodl Ústavní soud Beninu. Poslední poprava byla v Beninu vykonána v roce 1987. Dne 5. července 2012 ratifikoval Benin Druhý opční protokol Mezinárodního paktu o občanských a politických právech.